# Chapelle Notre-Dame de la Croix
La chapelle Notre-Dame de la Croix est située à Plélauff en France.

## Localisation
La chapelle est située sur le territoire de la commune de Plélauff dans le département des Côtes-d'Armor, dans la région Bretagne.

## Description
La chapelle forme un rectangle de grande taille, n'ayant ni sacristie, ni chapelle collatérale. On l'appelle Notre-dame de la Croix, probablement à cause de la crucifixion au-dessus du jubé : Marie et Saint Jean entourant le Christ. Elle est surmontée d'un arc en accolade que termine une croix en relief. De chaque côté de cette croix, se trouve une tête d'ange. La façade est surmontée d'un petit clocher à flèche auquel on accède par deux escaliers de pierre extérieurs. À l'intérieur, restes d'un ancien jubé en bois orné de panneaux peints représentant les sept péchés capitaux, il occupe toute la largeur de la nef. Autrefois, il devait partager la chapelle en deux parties. Ses deux faces s'ornent de peintures. Quatre colonnes de bois cannelées, au chapiteau composite, devaient autrefois supporter le jubé. La voûte du portail est ogivale,.

## Historique
La chapelle pourrait dater du milieu du XVIe siècle et aurait été agrandie au XVIIIe siècle par la construction d'une abside nouvelle. Avant cette transformation, la chapelle était rectangulaire. La tradition locale veut qu'une hutte occupât autrefois l'emplacement actuel de l'abside.
Elle est inscrite au titre des monuments historiques par arrêté du 15 juin 1925.

## Galerie

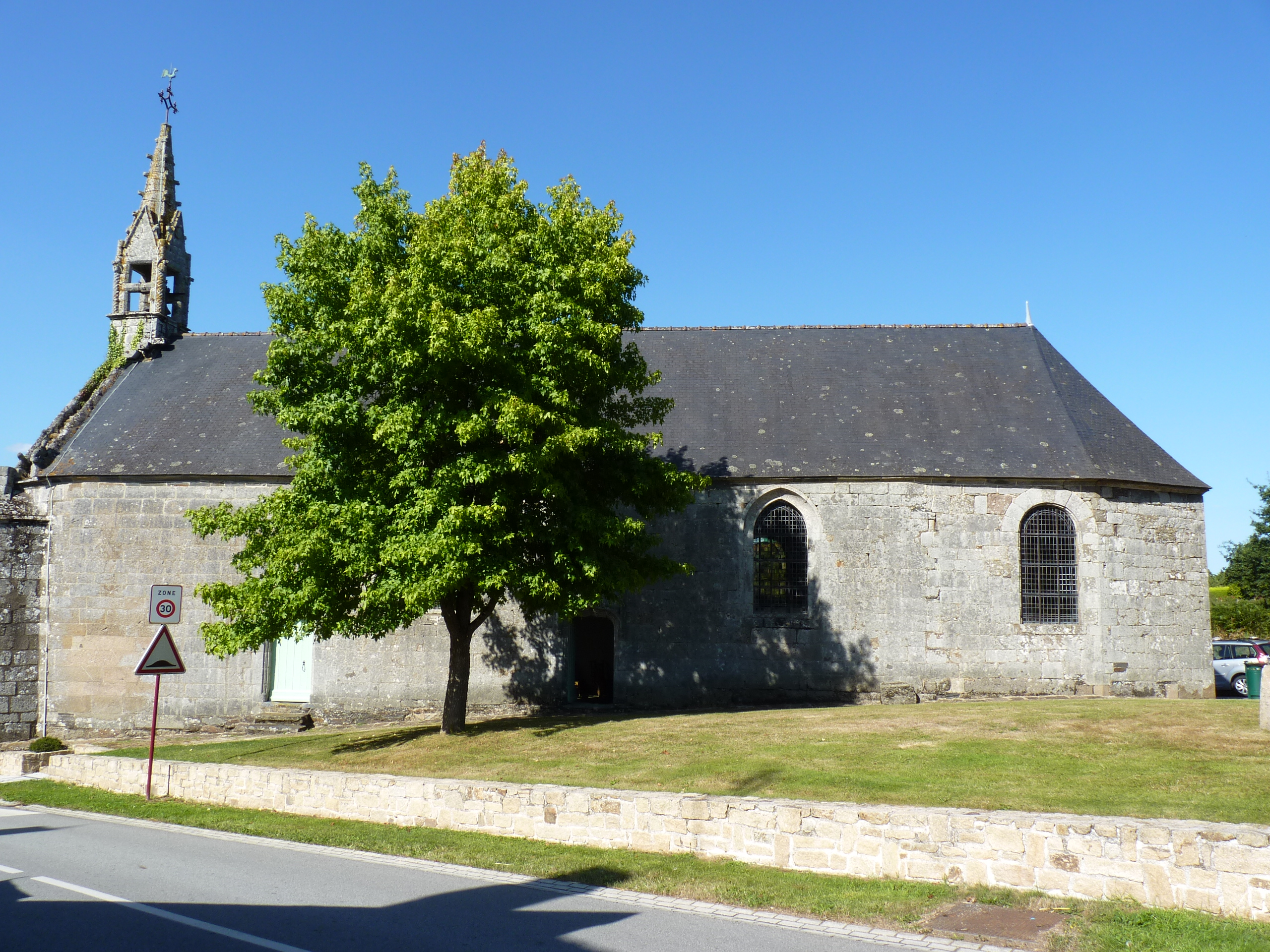
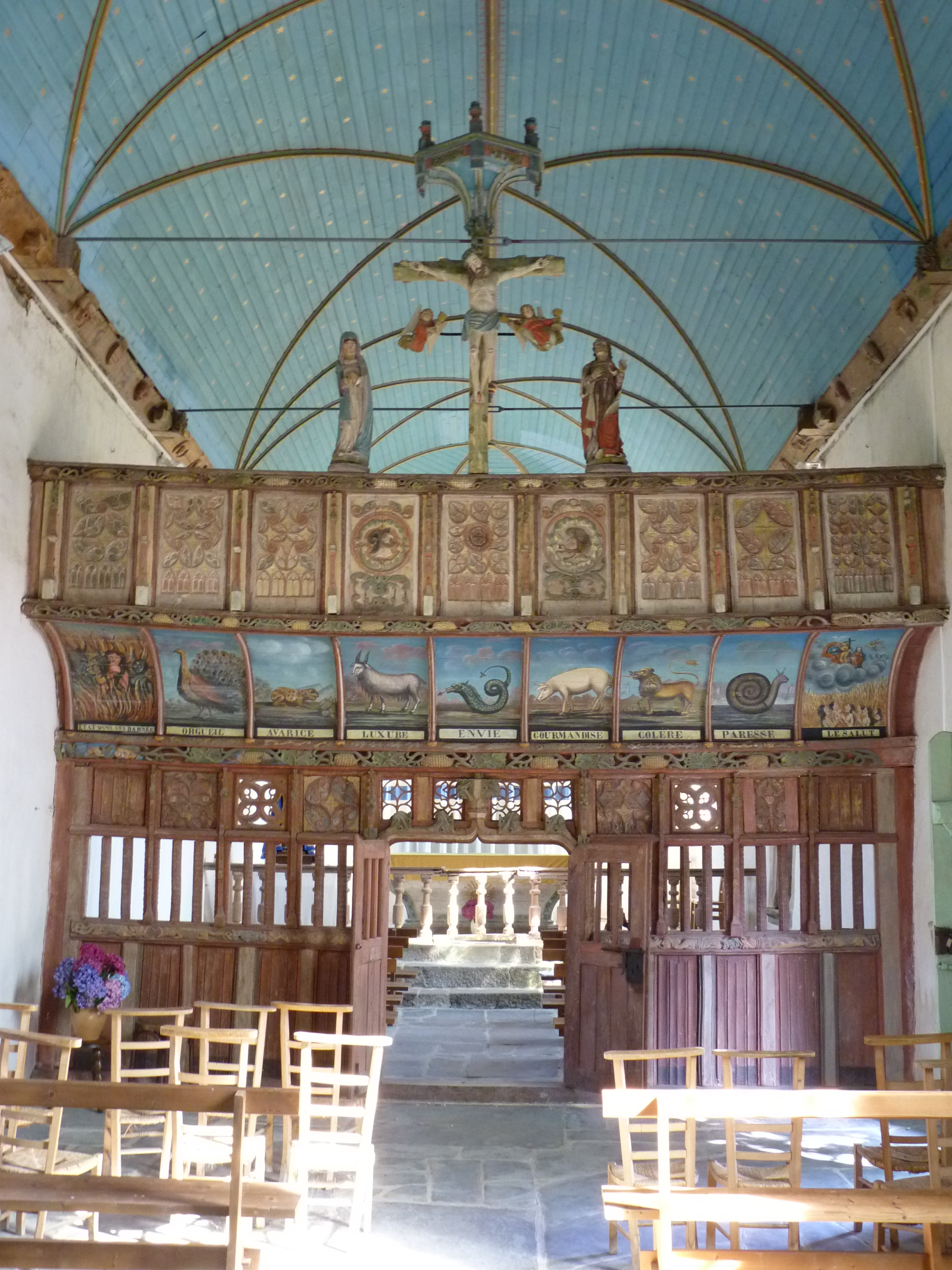
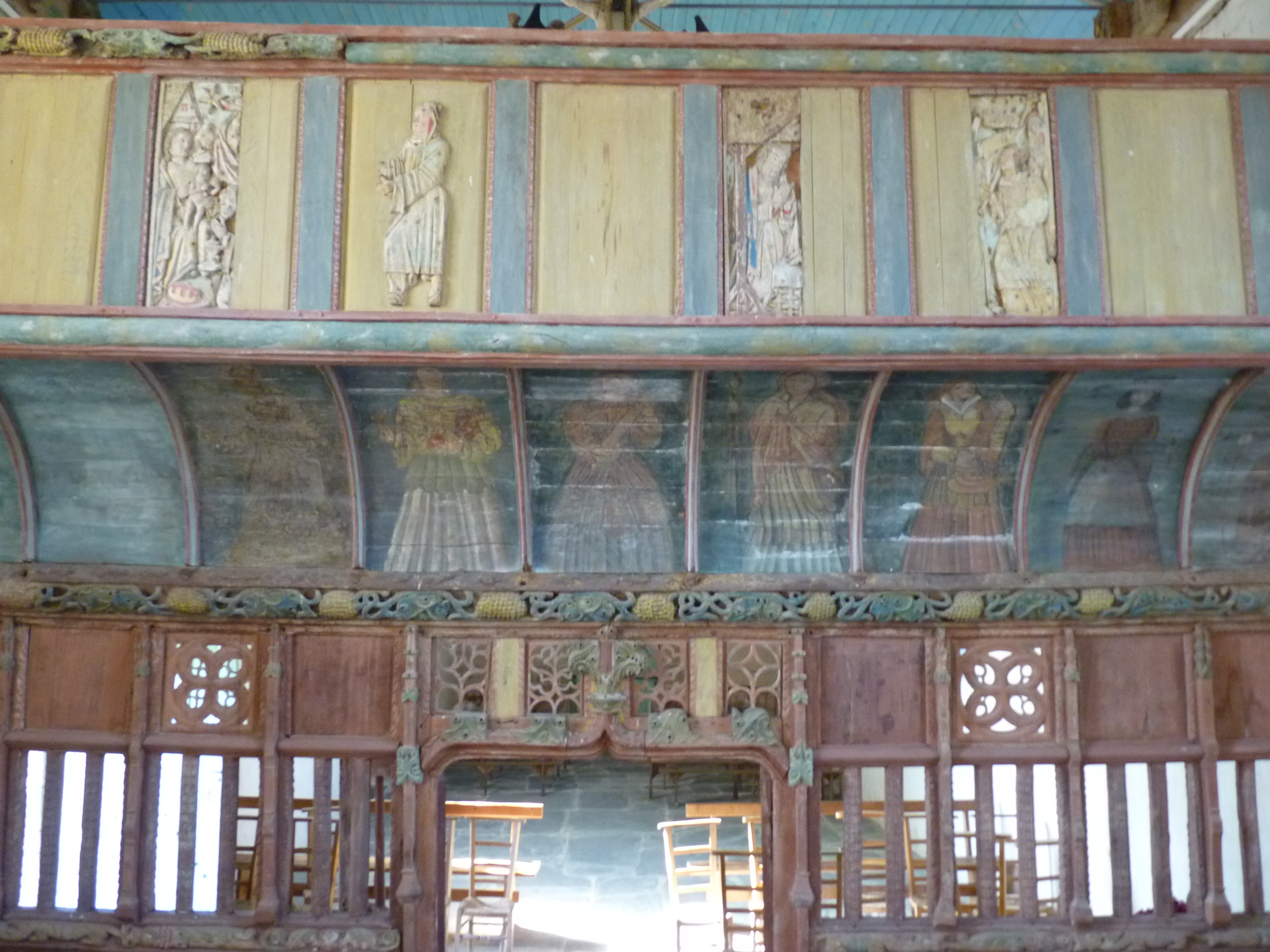